# 翠屏河

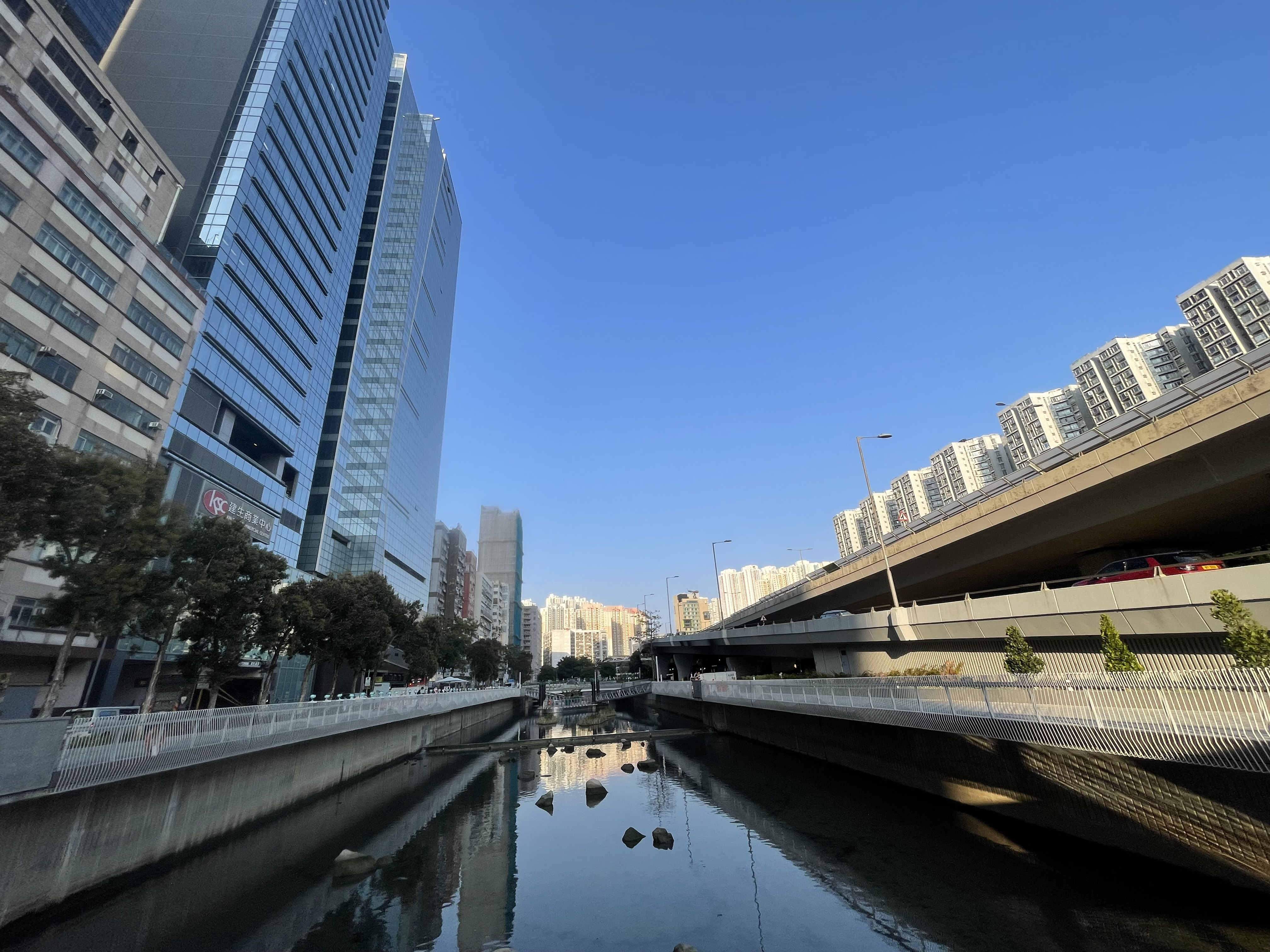
敬業街旁的翠屏河

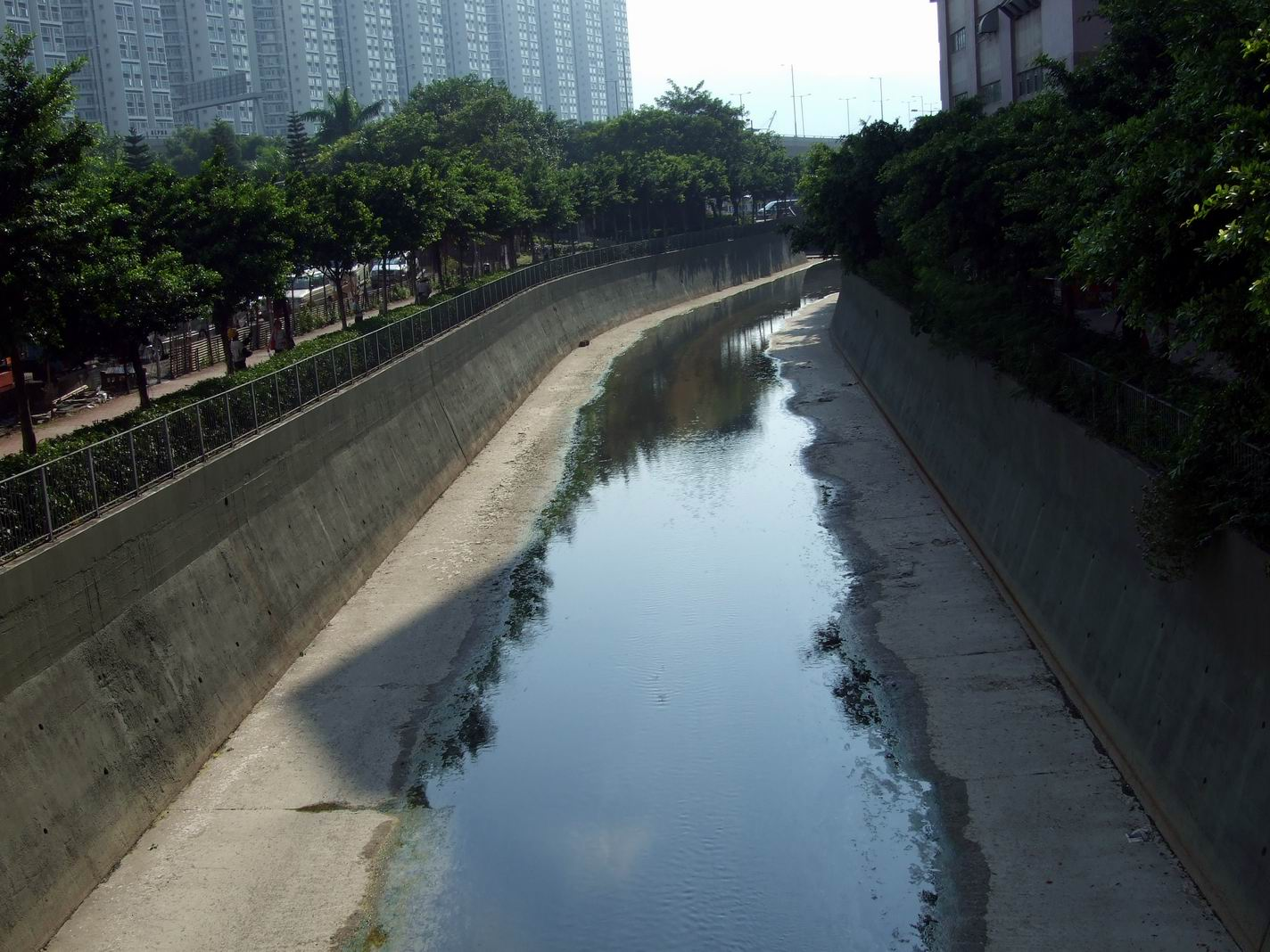
敬業里旁的觀塘明渠

翠屏河，活化前稱為觀塘明渠（簡稱觀塘渠），亦稱翠屏明渠（英語：Tsui Ping Nullah）、翠屏道／敬業街明渠（英語：Tsui Ping Road/King Yip Street Nullah），上游已加蓋成暗渠，下游露天部分長度約1,000米，是香港主要明渠之一，位於九龍觀塘區翠屏道、敬業里一帶。

## 歷史
觀塘明渠是一條人工渠道，1947年，亞細亞火油公司在曬草灣填海建立儲油庫，1955年，政府開始在官塘灣填海發展工業區，兩片填土地之間成為渠道，引領起源於新界西貢區大上托附近山谷的溪流，流經秀茂坪邨、翠屏邨，由觀塘游泳池一帶開始為人工露天渠道，沿翠屏道、敬業里、敬業街，最後在偉業街一帶流出九龍灣。

### 規劃活化
隨着觀塘重建及啟德發展計劃啟動，市區重建局的顧問完成觀塘區的「市區更新地區願景研究」，建議利用生化除臭改善明渠水質，並設置水閘控制水流量以發展水上活動，將明渠發展為可供市民近距離接觸的河道。2015年初，渠務署表示會參考新加坡碧山公園（Bishan Park）經驗，研究發展河道公園及蓄洪湖泊在港是否可行，河道底部會鋪設天然大石，筆直的明渠會變成蜿蜒水道，以及於河道兩旁增建行人天橋、河岸步道及綠化平台，讓市民在旱季走近河道，進行近水活動，例如沿河流兩岸漫步，甚至嬉水。
至於環保連接系統亦有可能沿敬業街及敬業里上方興建高架橋；原因是若取道開源道，要永久封閉一條行車線，影響交通、通風及消防通道，故政府保留此選項，缺點是距離觀塘站較遠。不過政府2020年施政報告已經取消興建環保連接系統計劃，改為以「多元組合」取代。
為配合「易行九龍東」，渠務署計劃在河畔建造行人通道、跨河行人通道和園景平台，加強沿河與周邊範圍（包括翠屏河花園）的連繫，工程最快於2020年初展開（页面存档备份，存于）。
其中，翠屏河花園第一期率先在2018年11月5日啟用。第一期佔地3300平方米，設有一個有蓋多用途廣場、長者健體園地、特色草坡，以及一座設有洗手間、育嬰室及其他附屬設施的建築物。花園第一期為重置毗鄰的成業街休憩花園而建造，而位於成業街與敬業里交界的成業街休憩花園已於同日關閉以便拆卸。

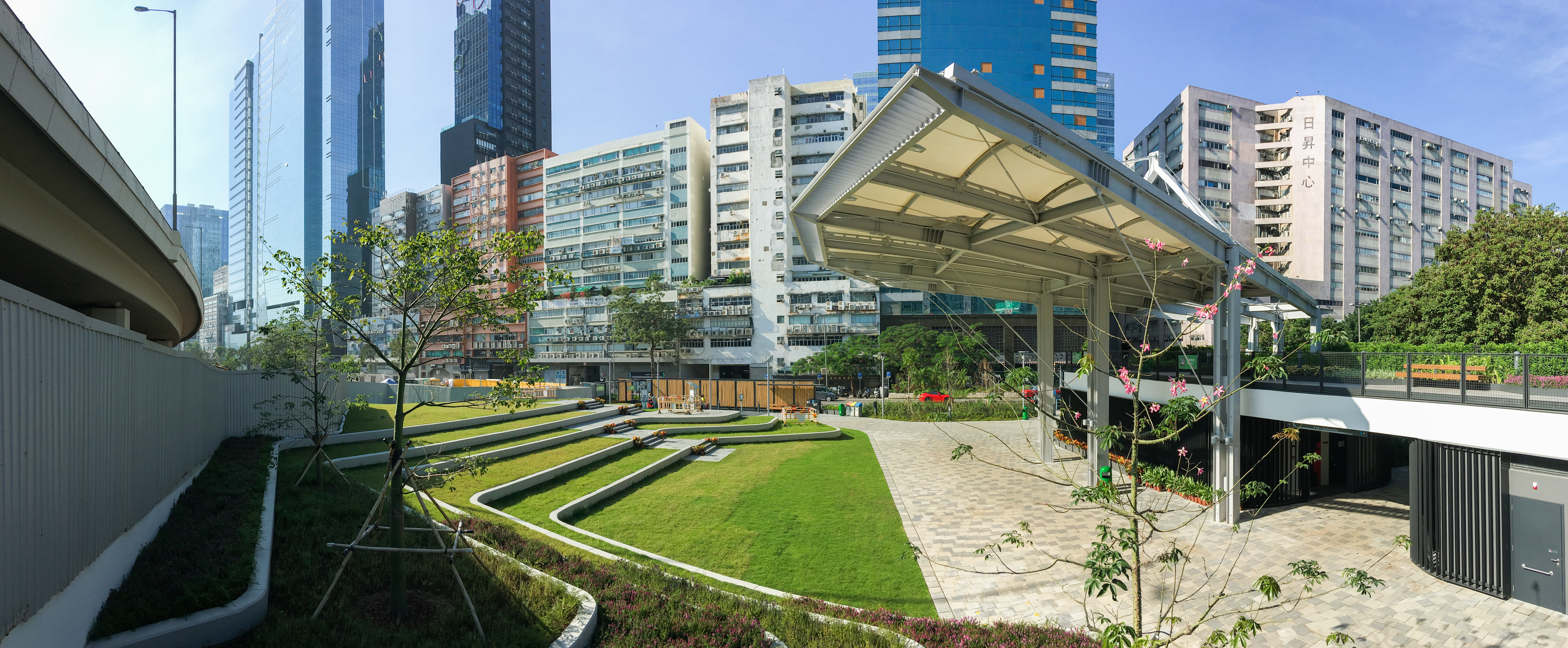
翠屏河花園第一期

活化工程於2020年7月3日展開，耗資13.42億港元，預計於2024年啟用，總面積5800平方米。
活化翠屏河工程近敬業街一段於2024年12月12日啟用。工程完成後在河道兩旁安裝了75個「下水水」擺設作為裝飾，另有「浮蓱」燈飾、印有翠屏河字樣的特色渠蓋以及翠屏河吉祥物「翠屏雀」等等。其中「浮蓱」燈飾由建築師設計，其「蓱」字並非「萍」字，而是採用了呼應翠屏河的「并」字。「浮蓱」晚上會亮燈，讓光影映射在河面上。河道設置人工浮島以及園景平台，其中人工浮島是香港歷史上首次在明渠上安裝人工浮島。其連接翠屏河兩岸，設有綠色植物和座位，並會隨潮汐而升降。一旦遇上八號颱風信號等情形則會關閉。翠屏河亦設立了6條跨河通道，每條約10米長，分別設有座位以及園景平台。河道下游設立了觀心園，並以「明陣」作為裝飾。河道亦栽種了植物和生態裝置，比如紅樹林、人工濕地、生態牆、岩石池、潮汐池以及鳥桿，以冀吸引更多包括小白鷺等生物棲息。同時，河道設有智能水閘和旱季截流器，負責調節水位以及堵截惡臭的污水並送至污水處理廠。水閘升起時更會形成小型瀑布。渠務署同時將河道挖深了0.2至0.7米，及加裝1.2米高的擋水板，足以應付200年一遇的暴雨。河道兩旁保留了50棵細葉榕，以形成觀塘區內的林蔭走廊。

## 外部連結
- 活化翠屏河 （页面存档备份，存于）